# Гуйтінг-Гуйтінг (гора)
Гуйтінг-Гуйтінг — гора розташована в центрі острова Сібуян, одному із семи островів провінції Ромблон на Філіппінах. Висота 2 058 метрів. Вважається однією з найважчих і технічно складних для альпінізму серед Філіппінських гір.